# Hypostome (trilobite)
Pour les articles homonymes, voir Hypostome.

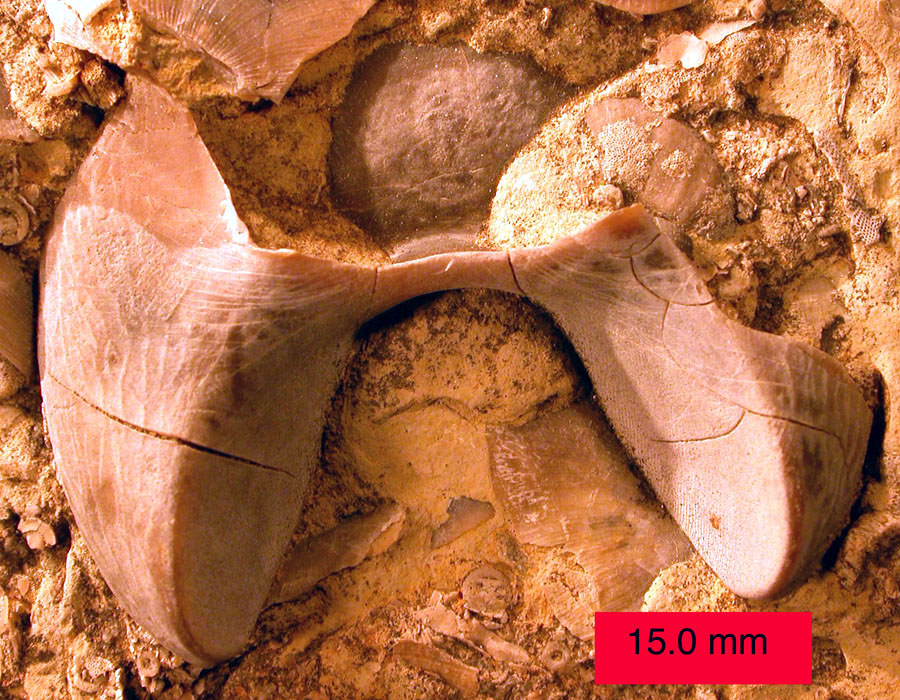
Un hypostome partiellement complet, fourchu et "conterminant" du trilobite Isotelus (ordovicien du sud de l'Ohio).

Chez les trilobites, l’hypostome est la partie buccale dure retrouvés sur la face ventrale du céphalon (tête).
Les hypostomes des trilobites peuvent être classés en trois types :
- non attachés de façon permanente au rostre (type natant) ;
- attachés de façon permanente au rostre et alignés sur l'extrémité dorsale antérieure du céphalon (type conterminant) ;
- attachés de façon permanente au rostre et non alignés sur l'extrémité dorsale antérieure du céphalon (type impendent).

## Morphologie

Les différentes régions du corps d'un trilobite selon l'axe antéro-postérieur (vue dorsale). Céphalon (« tête »), thorax et pygidium (« queue »).

Le centre de l'hypostome est une partie ovoïde, typiquement convexe, appelée corps médian, souvent divisée en un lobe antérieur et un lobe postérieur. De chaque côté du corps médian se trouve une bordure avec diverses extensions, y compris des ailes antérieures et postérieures portant parfois des processus en forme de bouton. L'hypostome est creux et renferme les pièces buccales, le tube digestif antérieur et la base des antennes. Les antennes des trilobites traversent des encoches entre les ailes antérieures et postérieures vers l'avant. Les ailes antérieures sont conçues pour reposer fermement contre les structures internes (apodèmes ventraux) du céphalon.
Les variations de la morphologie de l'hypostome est cruciale dans les discussions modernes sur la phylogénie des trilobites,. Les interprétations fonctionnelles de la forme de l'hypostome permettent également de spéculer sur les habitudes alimentaires des espèces de trilobites.

### Les trois différents types
Bien que la morphologie de l'hypostome soit très variable, trois grands types sont généralement reconnus :

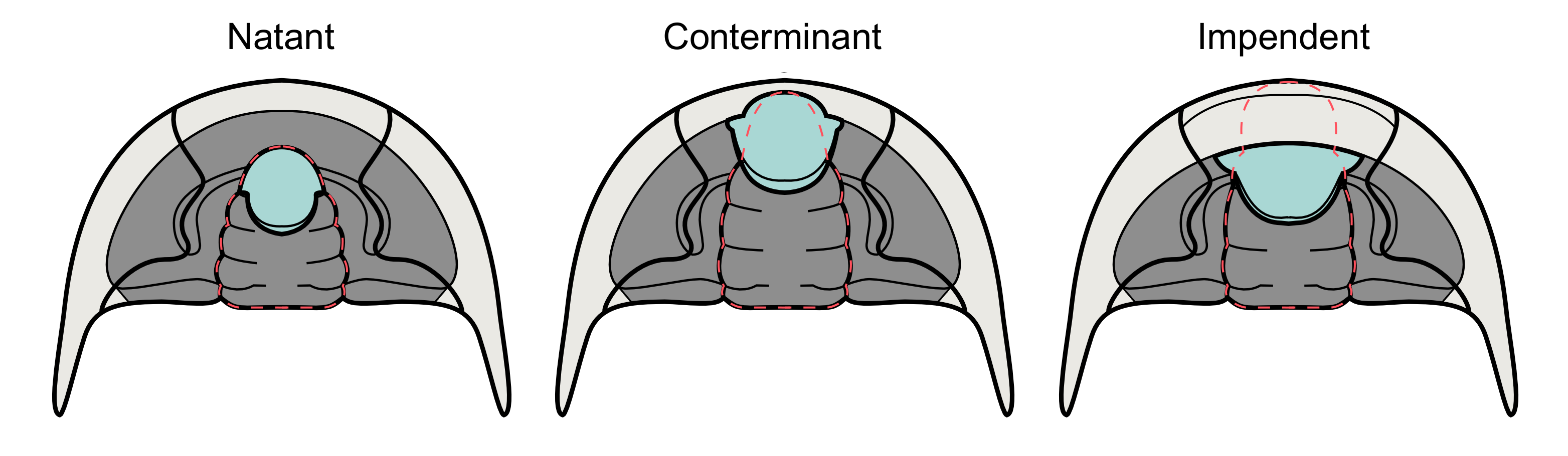
Les trois principaux types d'hypostome chez les trilobites (en bleu).

#### Natant
Un hypostome "natant" n'est pas attaché à la doublure antérieure, le support étant supposé être fourni par une membrane non minéralisée. Les hypostomes de type "natant" semblent avoir été conservés au cours de l'évolution des trilobites avec une forme globale ovoïdale, sans extensions postérieures ni ornementation. On pense que ce type d'hypostome est une forme ancestrale d'autres formes d'hypostomes et appartiendraient aux trilobites avec des habitudes d'alimentation non spécialisées (c'est-à-dire qui ne nécessite pas de modifier la forme des pièces buccales pour faire face à différents types d'aliments).

#### Conterminant
Un hypostome "conterminant" est attaché à la doublure antérieure et aligné avec le bord avant du céphalon. Il est retrouvé chez les trilobites considérés comme des prédateurs. L'ancrage de l'hypostome "conterminant" contre la doublure antérieure et contre le céphalon fournit un support structurel pour la découpe des proies. Les différentes spécialisations de la forme de l'hypostome peuvent refléter différents types de proies ou différents comportements alimentaires.

#### Impendent
Un hypostome "impendent" est attaché à la doublure antérieure mais non aligné avec le bord avant du céphalon. De nombreux hypostomes "impendent" ont des dents, des rainures ou d'autres adaptations liées à une alimentation en sources de nourriture plus complexes.

## Voir également
- Mandibule (arthropode)